# コンコンジャンプ
コンコンジャンプ（CONCONJUMP）は、日本の女性3人組+1バンド。

## 略歴
- 2000年 佐賀大学フォークソング研究会のメンバーら4人で結成。
- 2001年 上京をはたす。
- 2003年9月26日　UNIVERSAL Jから『バカ娘。』でメジャーデビュー。シングル2作、アルバム1作をリリース。

- 一旦メジャーを離れ、インディーズとして活動を継続。

- 2007年8月8日 ヤマハミュージックコミュニケーションズから『バイバイさよなら★ありがとう』で再メジャーデビュー。
- 2008年8月1日メンバーの音楽性の相違などを理由に解散を発表。
- 2008年10月25日東京・渋谷O-CRESTにてラストライブ開催。 
  - スペシャルゲストとしてトモッチが登場。8年10か月の活動に幕を閉じた。

## メンバー
- サトミ（Vocal）解散後はSatomiNとしてソロ活動
- ハルカ（Bass）2001年加入　解散後DATSUN320に加入
- ヒロコ（Drum）
- アッキン（Guitar Support)

## 元メンバー
- マユ（Guitar）2001年脱退
- ナツ（Guitar）2001年加入 2005年脱退
- キヨ（Bass）2000年結婚後、脱退
- リカ（Bass）2001年脱退
- トモッチ（Guitar Support) 2007年4月でサポート終了

## ディスコグラフィー

### CD-R
- ARIGATOU39%（2002年2月10日）
- LOVE BEER（2001年9月）

### シングル
- バカ娘。（2003年9月26日）
TBS『U-CDTV』10・11月エンディングテーマ曲
- わきあいあい（2003年12月4日）
NHK『みんなのうた』12・1月のうた
- ごめんね（2004年10月6日）
TBS『王様のブランチ』10・11月エンディングテーマ
- タイムマシーン（2007年2月9日）
- バイバイさよなら★ありがとう（2007年8月8日）
1「バイバイさよなら★ありがとう」
TBS『サスケマニア』7月～9月エンディングテーマ
テレビ神奈川『音楽缶』8月度テーマソング
テレビ埼玉『HOT WAVE』8月度オープニングテーマ
テレビ埼玉『埼玉ドライブナビゲーション』7月～9月エンディングテーマ

### アルバム
- コンコンジャンプ（2004年11月3日）
- ラッキー（2005年10月26日）ミニアルバム
1「ラッキー」TBS『爆笑問題のバク天!』エンディングテーマ
- LOVE LETTER（2007年4月6日）ミニアルバム
- ライフ★イズ★ビューティフォー（2008年5月7日）

### DVD
- CONCON JUMP "PINK" (2006年）
- CONCON JUMP ROAD☆SHOW（2006年）

### 参加オムニバス
- 極 BATTLE.1（2003年5月14日）
15 おっさんの歌
- GAL盤（2004年9月29日）
9 激しい恋
- 極 BATTLE.2（2003年5月14日）
03 ワッチュ
- GELUGUGU AMIGOS（2006年10月25日）
SIX AMIGOS
- RUDE GIRL'S PARTY（2008年4月23日）
06 ジーザス！ジーザス！

## ラジオ
- 「CONCONJUMPサトミの生中いっぱい!!」RADIO BERRY（FM栃木 76.4MHz）毎週金曜日20:00～20:30（生放送）（2007年10月5日～2009年3月27日）